# 존 오브라이언
조너선 패트릭 오브라이언(영어: Jonathan Patrick O'Brien, 1977년 8월 29일 ~ )은 미국의 전 축구 선수이다. 은퇴 후 그는 심리학 분야에서 경력을 쌓았다.
오브라이언은 1990년대 후반 아약스에서 유럽 주요 팀의 주전 자리를 차지한 최초의 미국인 중 한 명이다. 선수 생활이 절정에 달했을 때 미국 국가대표팀 동료 랜던 도너번은 오브라이언을 "미국 최고의 축구 선수"라고 불렀다.

## 구단 경력
오브라이언은 캘리포니아주 로스앤젤레스에서 자랐고 브렌트우드 학교에 다녔다. 유소년 감독인 코 아드리안세의 주목을 받은 그는 14세에 아약스에서 첫 재판을 받았고, 1994년 17세의 나이에 네덜란드의 거물급 선수들과 아마추어 계약을 체결했다. 유소년 팀에서 2년간 뛴 후, 아약스는 1998년 오브라이언에게 프로 계약을 제안했다. 1998-99년 시즌을 위트레흐트로 임대하여 보냈고 1999년에 아약스에 데뷔했다. 그는 팀의 단골 선수가 되어 주로 왼쪽 백에서 뛰며 2002년과 2004년에 에레디비시에서 우승했다.
안타깝게도 만성 부상으로 인해 오브라이언의 출전 시간이 제한되었다. 그는 2005년 2월, 아약스를 떠나 ADO 덴하흐로 이적했다. 부상으로 가득 찬 한 시즌을 보낸 오브라이언은 고향 클럽인 치바스 USA와 계약하기 위해 처음으로 MLS에 입단했다. 오브라이언은 2006년 FIFA 월드컵 당시 미국 국가대표팀에서 부상을 당하기 전까지 치바스에서 단 한 경기만 뛰었고, 2006년 시즌 이후 클럽에서 방출되었다.
오브라이언은 2008년 6월 11일, 인터뷰에서 경기가 끝났다고 말했다.

## 국가대표팀 경력
오브라이언은 1998년 4월 22일, 오스트리아와의 경기에서 첫 국가대표팀 명단에 올랐지만 1998년 FIFA 월드컵에서는 미국 국가대표팀의 대체 선수로 출전했다. 그는 2000년 하계 올림픽에 출전하여 미국의 4위 달성을 이끌었다. 오브라이언은 브루스 어리나 감독 체제의 시니어 팀에서 주전으로 활약했고, 2002년 FIFA 월드컵에서는 자신의 팀으로 자리 잡았다. 수비형 미드필더로 활약한 그는 포르투갈과의 3-2 승리에서 개막전 득점을 기록했고, 대한민국과의 경기에서 클린트 마티스의 골을 어시스트했으며, 모든 경기의 시시각각 경기에 출전했다.
4년 후, 오브라이언은 독일의 2006년 FIFA 월드컵에서 미국 국가대표팀 명단에 이름을 올렸다. 2006년 6월 12일, 그는 체코와의 미국 개막전 후반전에 출전했지만 잔뼈가 부러져 대회 기간 동안 결장했다.